# Tim Urban
Tim Urban és el cofundador de Wait But Why, un blog il·lustrat amb dibuixos senzills i articles extensos que compta amb més de 600.000 subscriptors. Explora temes com la intel·ligència artificial, la procrastinació i el futur de la humanitat. La seva TED Talk de 2016 sobre la procrastinació es va convertir en un fenomen viral, sent el primer vídeo TED a superar els 10 milions de visites en el seu primer any. La seva capacitat per simplificar temes complexos ha captat l'atenció de grans organitzacions com Adobe, Goldman Sachs i Uber, convertint-lo en un orador molt sol·licitat en l'àmbit global.

## [2]Dins la ment d'unprocrastinador
1. La ment d'un procrastinador sense pressió: Tim comença mostrant una imatge de la ment d’un procrastinador quan no hi ha pressió immediata, amb un "monkey" de la gratificació instantània que controla les seves accions. Aquest mico busca activitats fàcils i plaents, com navegar per internet o veure vídeos, mentre ignora tasques més importants però avorrides.
2. La ment quan apareix un termini: Quan un projecte o tasca té una data límit, el mico de la gratificació instantània segueix controlant la situació, però comença a aparèixer un "racional thinker" (pensador racional). Aquest personatge intenta prendre decisions lògiques, però sovint és anul·lat pel desig de procrastinar i evitar l’esforç. Aquí, la procrastinació ja comença a ser un problema real.
3. Moment de la crisi: A mesura que el termini s’acosta, el pensador racional es veu superat, mentre que el mico busca cada cop més activitats distractores, evitant afrontar les responsabilitats. A mesura que el temps passa, la ment del procrastinador entra en un caos progressiu.
4. La "panic monster" (monstre del pànic) apareix: Quan el temps per acabar una tasca s’acaba i l’amenaça de fallar es torna imminent, el monstre del pànic apareix. Aquest monstre és una metàfora del moment en què el procrastinador comença a sentir una angoixa extrema per la imminent manca de temps. Llavors, el pensador racional finalment intenta recuperar el control, i el mico s'amaga a causa del fet que li té por al "panic monster".

## [2]Tots somprocrastinadors
La conclusió de Tim Urban és que la procrastinació, tot i que pot ser manejable en tasques amb terminis clars, és perillosa quan afecta els projectes importants de la vida, que no tenen "dates límit". El veritable perill és perdre oportunitats precioses perquè no afrontem les tasques a temps. Urban també destaca que tots som procrastinadors en certs aspectes de la vida, i ens anima a ser conscients d’això i establir les nostres pròpies dates límit per evitar que la procrastinació es converteixi en un obstacle per assolir els nostres objectius a llarg termini.